# Made in Jamaica
Made in Jamaica è un album di Bob Sinclar e Sly & Robbie, pubblicato nel 2010. L'album contiene il singolo I Wanna, con la collaborazione di Shaggy, e alcuni successi precedenti come Love Generation, World, Hold On (Children of the Sky), Sound of Freedom e Peace Song arrangiati in chiave reggae. Il secondo singolo estratto dall'album è intitolato Rainbow of Love, con la collaborazione di Ben Onono. Si tratta di un arrangiamento in chiave house della quinta traccia del disco Rainbow of Life. Seppur con titolo diverso la canzone presenta il medesimo testo e la medesima melodia, caratterizzata dal sample di Dance with You di Carrie Lucas.

## Tracce
1. I Wanna (feat. Sahara & Shaggy)
2. Love Generation
3. World, Hold On (Children of the Sky)
4. The Beat Goes On
5. Rainbow of Love (ft. Ben Onono)
6. Sound of Freedom
7. Jamaïca Avenue
8. Give A Little Love
9. Peace Song
10. Kiss My Eyes
11. Together
12. I Feel For You

Bonus track
- I Wanna (Remix Radio)

iTunes Bonus track
1. Summer Moon
2. What A Wonderful World

## Classifiche
| Classifica (2010) | Posizione massima |
| ----------------- | ----------------- |
| Belgio (Fiandre)  | 84                |
| Belgio (Vallonia) | 78                |
| Francia           | 103               |
| Italia            | 77                |